# Mistrzostwa Świata w Biathlonie 2019 – sztafeta mieszana
Sztafeta mieszana na Mistrzostwach Świata w Biathlonie 2019 odbyła się 7 marca w Östersund. Była to pierwsza konkurencja podczas tych mistrzostw. Wystartowało w niej 26 reprezentacji, z których 6 nie ukończyło zawodów. Mistrzami świata zostali Norwegowie, srebro zdobyli Niemcy, a trzecie miejsce zajęli Włosi.
Polacy zajęli dziewiąte miejsce.

## Wyniki
| Miejsce | Nr | Reprezentacja                                                                                        | Czas                                      | Kary (L+S)                              | Strata  |
| ------- | -- | --- | ----------------------------------------- | --------------------------------------- | ------- |
| 01 !    | 4  | Norwegia · Marte Olsbu Røiseland · Tiril Eckhoff · Johannes Thingnes Bø · Vetle Sjåstad Christiansen | 1:17:41,4 19:02,2 19:48,3 19:01,6 19:49,3 | 0+3 0+4 0+1 0+1 0+2 0+1 0+0 0+2 0+0 0+0 | -       |
| 02 !    | 3  | Niemcy · Vanessa Hinz · Denise Herrmann · Arnd Peiffer · Benedikt Doll                               | 1:17:54,5 19:27,8 19:21,8 19:17,9 19:47,0 | 0+2 0+5 0+0 0+2 0+0 0+3 0+1 0+1 0+0 0+2 | +13,1   |
| 03 !    | 6  | Włochy · Lisa Vittozzi · Dorothea Wierer · Lukas Hofer · Dominik Windisch                            | 1:18:51,0 18:58,0 19:52,8 19:58,2 20:02,0 | 0+6 0+8 0+0 0+0 0+2 0+2 0+2 0+3         | +1:09,6 |
| 4       | 5  | Rosja · Jewgienija Pawłowa · Jekatierina Jurłowa-Percht · Dmitrij Małyszko · Aleksandr Łoginow       | 1:19:13,8 20:01,4 19:20,9 20:05,4 19:46,1 | 0+3 0+5 0+0 0+1 0+0 0+0 0+1 0+3 0+2 0+1 | +1:32,4 |
| 5       | 7  | Szwecja · Linn Persson · Hanna Öberg · Jesper Nelin · Sebastian Samuelsson                           | 1:19:16,7 19:14,0 19:54,7 20:25,2 19:42,8 | 0+4 0+6 0+0 0+0 0+1 0+0 0+2 0+3 0+1 0+3 | +1:35,3 |
| 6       | 8  | Czechy · Veronika Vítková · Markéta Davidová · Ondřej Moravec · Michal Krčmář                        | 1:19:32,7 19:54,3 19:36,2 19:52,2 20:10,0 | 0+3 0+0 0+2 0+0 0+0 0+0 0+1 0+0         | +1:51,3 |
| 7       | 11 | Ukraina · Anastasija Merkuszyna · Wita Semerenko · Artem Pryma · Dmytro Pidruczny                    | 1:20:08,6 19:18,7 21:02,7 20:15,0 19:32,2 | 0+3 0+7 0+0 0+1 0+1 0+3 0+0 0+3 0+2 0+0 | +2:27,2 |
| 8       | 1  | Francja · Anaïs Chevalier · Julia Simon · Simon Desthieux · Martin Fourcade                          | 1:20:22,6 20:16,8 20:29,5 19:36,5 19:59,8 | 0+9 0+6 0+2 0+1 0+3 0+2 0+1 0+3 0+3 0+0 | +2:41,2 |
| 9       | 22 | Polska · Magdalena Gwizdoń · Kinga Zbylut · Grzegorz Guzik · Łukasz Szczurek                         | 1:20:30,2 19:54,7 20:19,3 20:17,7 19:58,5 | 0+3 0+1 0+1 0+1 0+0 0+0 0+2 0+0 0+0 0+0 | +2:48,8 |
| 10      | 19 | Finlandia · Venla Lehtonen · Kaisa Mäkäräinen · Tero Seppälä · Olli Hiidensalo                       | 1:20:34,6 21:00,1 19:34,0 19:46,5 20:14,0 | 0+3 0+2 0+1 0+0 0+0 0+1 0+1 0+1         | +2:53,2 |
| 11      | 2  | Szwajcaria · Elisa Gasparin · Lena Häcki · Benjamin Weger · Jeremy Finello                           | 1:20:38,1 19:59,5 20:32,5 19:51,9 20:14,2 | 0+6 0+7 0+2 0+1 0+2 0+3 0+2 0+1 0+0 0+2 | +2:56,7 |
| 12      | 20 | Słowacja · Ivona Fialková · Paulína Fialková · Tomáš Hasilla · Martin Otčenáš                        | 1:21:04,3 19:22,3 20:27,9 20:31,8 20:42,3 | 0+5 0+5 0+0 0+0 0+2 0+2 0+0 0+1 0+3 0+2 | +3:22,9 |
| 13      | 15 | Białoruś · Hanna Soła · Jelena Kruczinkina · Anton Smolski · Siergiej Boczarnikow                    | 1:21:38,8 20:09,8 20:34,2 19:59,9 20:54,9 | 0+3 0+5 0+1 0+0 0+2 0+2 0+0 0+0 0+0 0+3 | +3:57,4 |
| 14      | 13 | Estonia · Regina Oja · Johanna Talihärm · Rene Zahkna · Kalev Ermits                                 | 1:21:39,1 20:33,5 20:24,1 20:08,3 20:33,2 | 0+5 0+2 0+2 0+2 0+1 0+0 0+0 0+0 0+2 0+0 | +3:57,7 |
| 15      | 16 | Japonia · Fuyuko Tachizaki · Sari Maeda · Tsukasa Kobonoki · Kosuke Ozaki                            | 1:21:57,6 19:40,5 20:51,7 20:34,1 20:51,3 | 0+5 0+5 0+0 0+0 0+3 0+1 0+0 0+2 0+2 0+2 | +4:16,2 |
| 16      | 9  | Kanada · Rosanna Crawford · Sarah Beaudry · Christian Gow · Scott Gow                                | 1:22:16,9 20:16,9 20:45,0 19:30,0 21:45,0 | 1+5 0+3 0+0 0+0 0+2 0+0 0+0 0+0 1+3 0+3 | +4:35,5 |
| 17      | 10 | Austria · Christina Rieder · Katharina Innerhofer · Tobias Eberhard · Dominik Landertinger           | 1:22:27,1 20:20,2 21:07,2 21:00,3 19:59,4 | 0+2 1+4 0+0 0+0 0+1 1+3 0+1 0+1 0+0 0+0 | +4:45,7 |
| 18      | 23 | Chiny · Zhang Yan · Chu Yuanmeng · Yan Xingyuan · Wang Wenqiang                                      | 1:24:46,5 20:20,0 21:33,1 20:47,5 22:05,9 | 0+6 0+3 0+0 0+0 0+3 0+1 0+1 0+0 0+2 0+2 | +7:05,1 |
| 19      | 12 | Stany Zjednoczone · Susan Dunklee · Clare Egan · Sean Doherty · Leif Nordgren                        | 1:25:02,6 19:53,1 20:30,5 19:56,6 24:42,4 | 2+8 1+5 0+3 0+2 0+2 0+1 0+0 0+0 2+3 1+2 | +7:21,2 |
| 20      | 24 | Korea Południowa · Anna Frolina · Ko Eun-jung · Timofiej Łapszyn · Choi Du-jin                       | LAP 20:34,6 23:18,0                       | 0+5 0+2 0+2 0+0 0+3 0+1 0+0 0+1         | -       |
| 21      | 14 | Bułgaria · Danieła Kadewa · Emilija Jordanowa · Krasimir Anew · Władimir Iliew                       | LAP 21:53,7 22:17,9                       | 2+8 0+4 1+3 0+3 1+3 0+0 0+2 0+1         | -       |
| 22      | 17 | Kazachstan · Jelizawieta Belczenko · Ludmiła Achatowa · Timur Kuc · Władisław Witienko               | LAP 21:07,6 22:35,7                       | 0+3 0+6 0+0 0+3 0+2 0+2 0+1 0+1         | -       |
| 23      | 25 | Łotwa · Baiba Bendika · Jūlija Matvijenko · Aleksandrs Patrijuks · Roberts Slotiņš                   | LAP 19:53.9 24:29.2                       | 0+4 0+1 0+1 0+1 0+2 0+0 0+1             | -       |
| 24      | 18 | Litwa · Natalija Kočergina · Gabrielė Leščinskaitė · Tomas Kaukėnas · Karol Dombrovski               | LAP 21:36,4                               | 0+1 2+6 0+1 1+3 0+0 1+3                 | -       |
| 25      | 21 | Słowenia · Polona Klemenčič · Lea Einfalt · Klemen Bauer · Miha Dovžan                               | LAP 21:43,0                               | 1+6 3+6 1+3 0+3 0+3 3+3                 | -       |
| 26      | 26 | Rumunia · Enikő Márton · Ana Larisa Cotrus · George Buta · Cornel Puchianu                           | LAP 21:44,2                               | 0+3 0+3 0+0 0+1 0+3 0+2                 | -       |